# Haarlemmermeer
Haarlemmermeer (prononcé en néerlandais : [ˌɦaːrlɛmərˈmeːr] ) est une commune néerlandaise située en province de Hollande-Septentrionale. Elle compte 165 255 habitants en décembre 2024. Située directement au sud-ouest de la capitale Amsterdam, son hôtel de ville de trouve à Hoofddorp. La commune accueille notamment sur son territoire l'aéroport d'Amsterdam-Schiphol depuis 1920.
Le nom Haarlemmermeer — traduisible en français par « Lac de Haarlem » ou « Lac haarlémois », du nom de la ville de Haarlem, bordant la commune au nord-ouest — se réfère au fait qu'en lieu et place de la commune actuelle existe un grand lac jusqu'en 1855, date à laquelle la commune est établie. La bataille du Haarlemmermeer entre l'armée des Flandres et les gueux de mer prend place sur le lac le 26 mai 1573. Au milieu du XIXe siècle, le lac est asséché grâce à trois grandes stations de pompage à vapeur. Les contours du lac se retrouvent dans le Ringvaart d'aujourd'hui.

## Histoire
Au Moyen Âge, la région de l'actuelle commune de Haarlemmermeer est occupée par quatre grands lacs entre les villes d'Amsterdam, Haarlem et Leyde. À la suite d'un endiguement défaillant et aux extractions de tourbe, ces quatre lacs se rejoignent et deviennent un grand lac vers 1500 : le Haarlemmermeer (lac de Haarlem). Une grande superficie de terre et trois villages sont engloutis dans le lac, surnommé « le Loup d'Eau ».

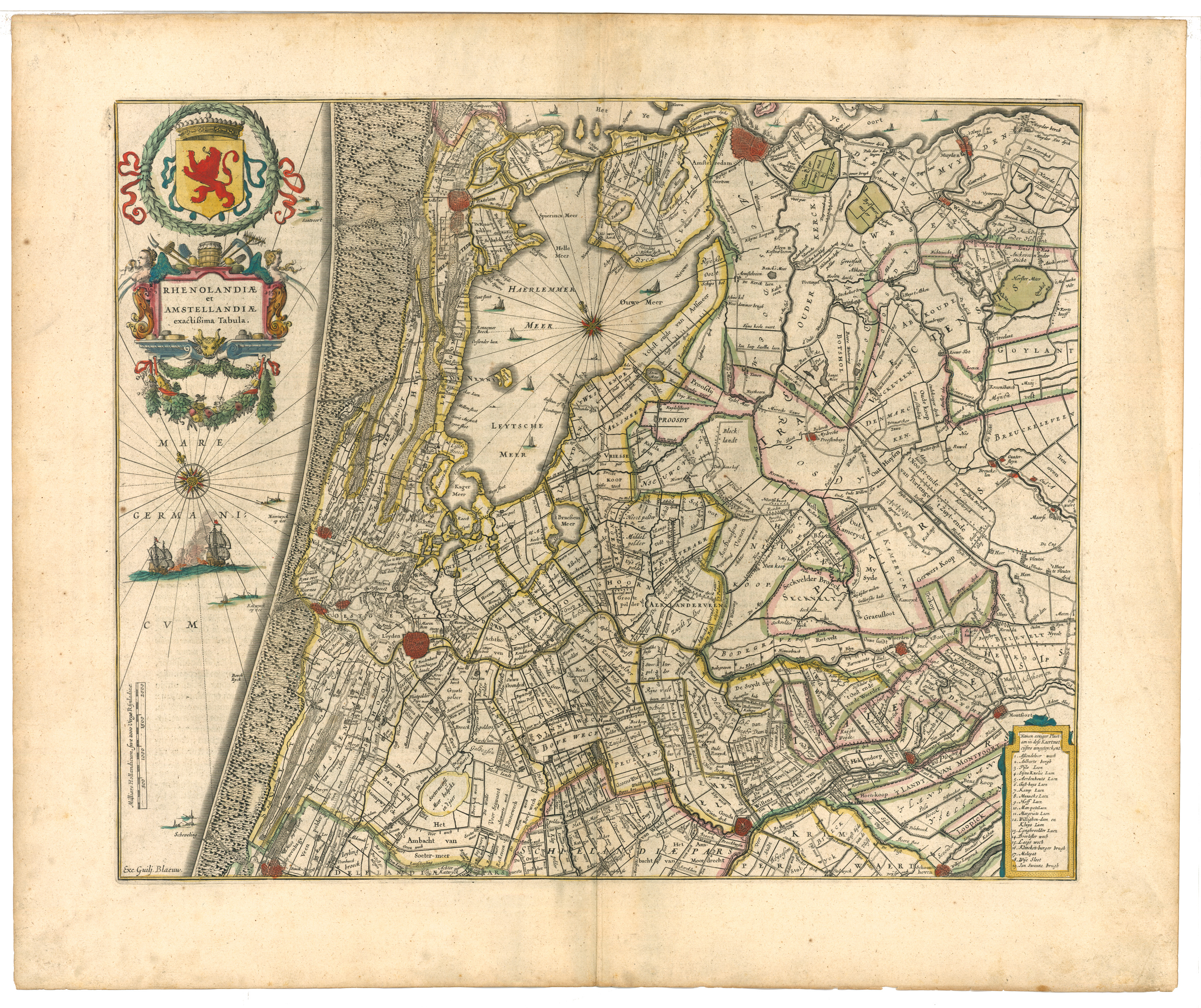
Carte de la région du Haarlemmermeer par Willem Blaeu, au XVIIe siècle, avec le lac en évidence.

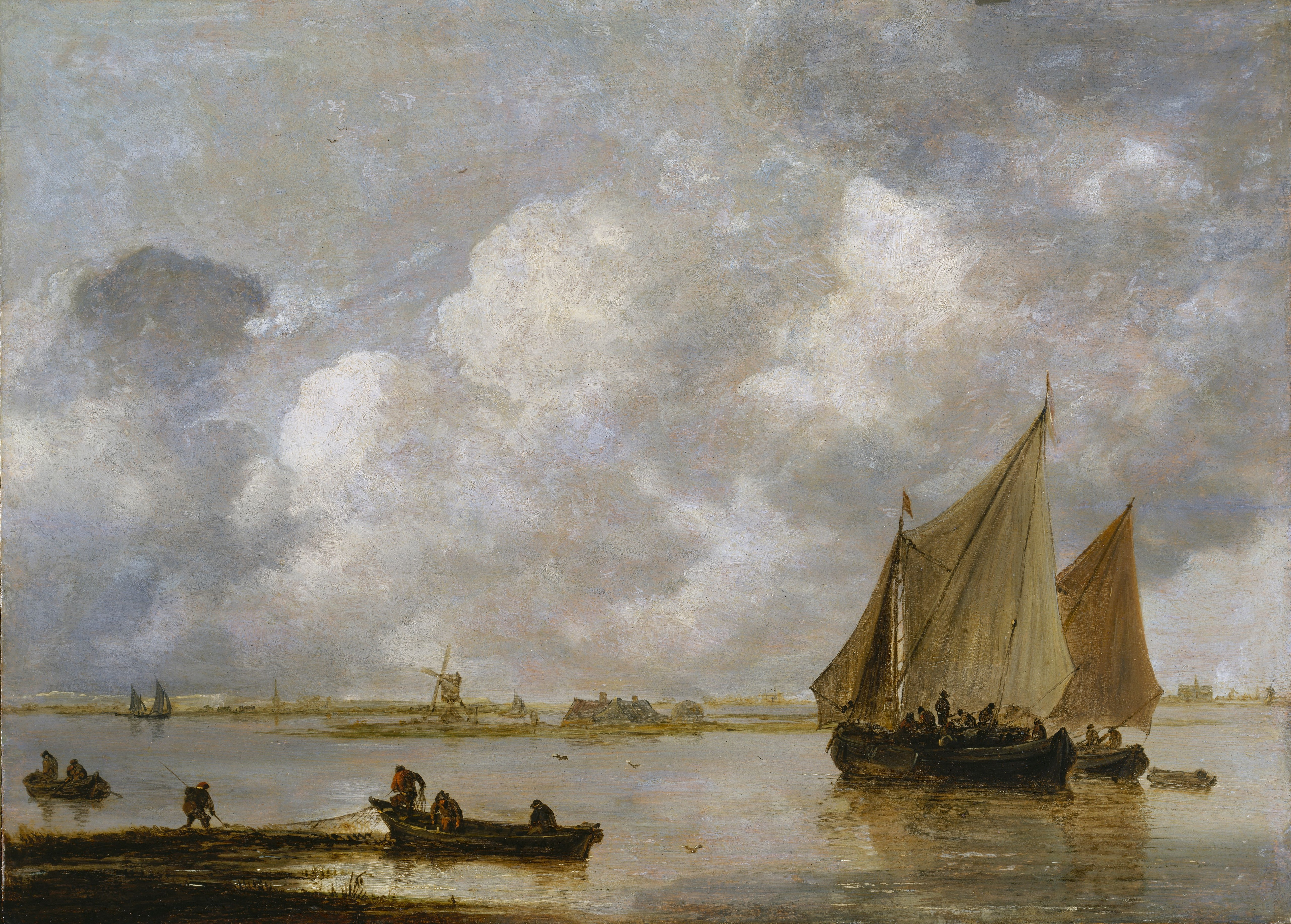
Le Haarlemmermeer en 1656 par Jan van Goyen.

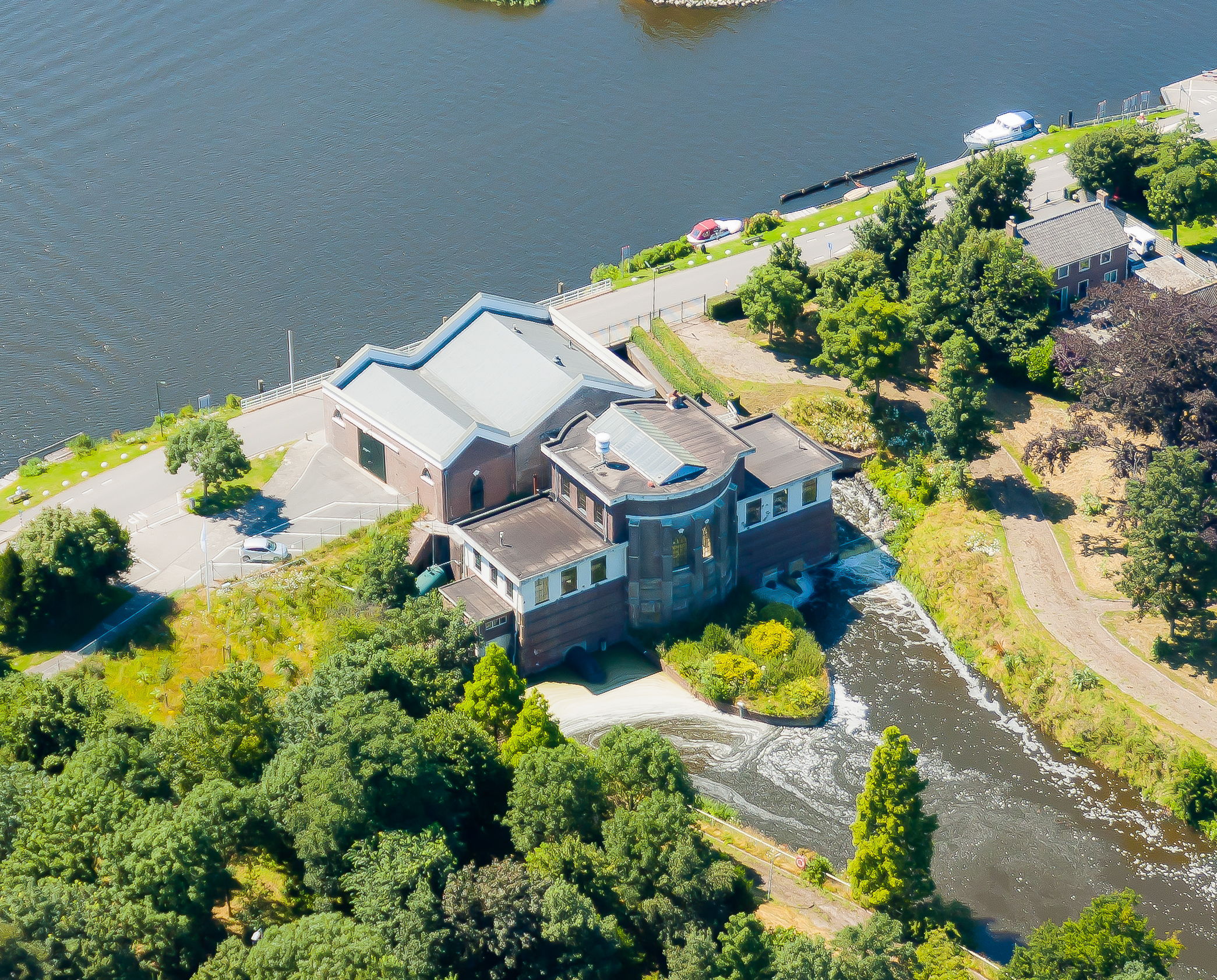
La station de pompage De Leeghwater sur le Ringvaart marque l'extrémité sud-ouest du Hoofdvaart.

Dès le XVIIe siècle, l'idée d'assèchement du lac est avancée, notamment par Jan Adriaanszoon Leeghwater. Le projet n'aboutit pas, à cause du coût élevé et pour préserver l'activité de la pêche des villes environnantes. Après deux grandes tempêtes en 1836, causant des inondations à Leyde et à Amsterdam, le roi Guillaume Ier décide l'assèchement l'année suivante. Une nouvelle tempête en 1839 rappelle l'urgence du projet, effectivement lancé en 1840. Il s'agit d'une question de prestige national après la déclaration d'indépendance de la Belgique. Huit ans après, le canal entourant le lac, le Ringvaart, long de 59,5 km, est achevé.
Entre 1848 et 1852, le lac est ainsi définitivement asséché. L'assèchement est réalisé par trois stations de pompage à vapeur, situées sur le Ringvaart, aux extrémités du lac : De Leeghwater (1845, sud, près de Kaag), De Cruquius (1849, ouest, près de Heemstede, aujourd'hui un musée) et De Lynden (1849, nord, près d'Osdorp). La première et troisième station sont reliées selon un axe du nord-est au sud-ouest par le Hoofdvaart sur 20 km, via les nouvelles localités de Kruisdorp (Hoofddorp), Venneperdorp (Nieuw-Vennep) et Abbenes, établies dans l'ancien lac. Ces deux stations pompent l'eau du Hoofdvaart dans le Ringvaart, qui à son tour permet son évacuation ultérieure. Le station De Cruquius est quant à elle la plus grande machine à vapeur au monde.
Le 11 juillet 1855, Haarlemmermeer est érigée en commune, en province de Hollande-Septentrionale. Au milieu du polder, deux villages sont construits : Kruisdorp (aujourd'hui Hoofddorp) et Venneperdorp (aujourd'hui Nieuw-Vennep). Par la suite, d'autres villages sont établis, notamment le long du Ringvaart, souvent en face d'un village dans une commune voisine de l'autre côté du canal.
En 1916, une base aérienne militaire est établie. Elle deviendra l'aéroport d'Amsterdam-Schiphol le 17 mai 1920, dédié aux vols civils. Amsterdam-Schiphol est le 3e aéroport européen quant au trafic de passagers (2019).
La commune de Haarlemmerliede en Spaarnwoude fusionne avec Haarlemmermeer le 1er janvier 2019, conservant le nom de cette dernière. À cette occasion, la commune se dote d'un nouveau drapeau, combinant son blason et celui de Haarlemmerliede en Spaarnwoude.

## Géographie

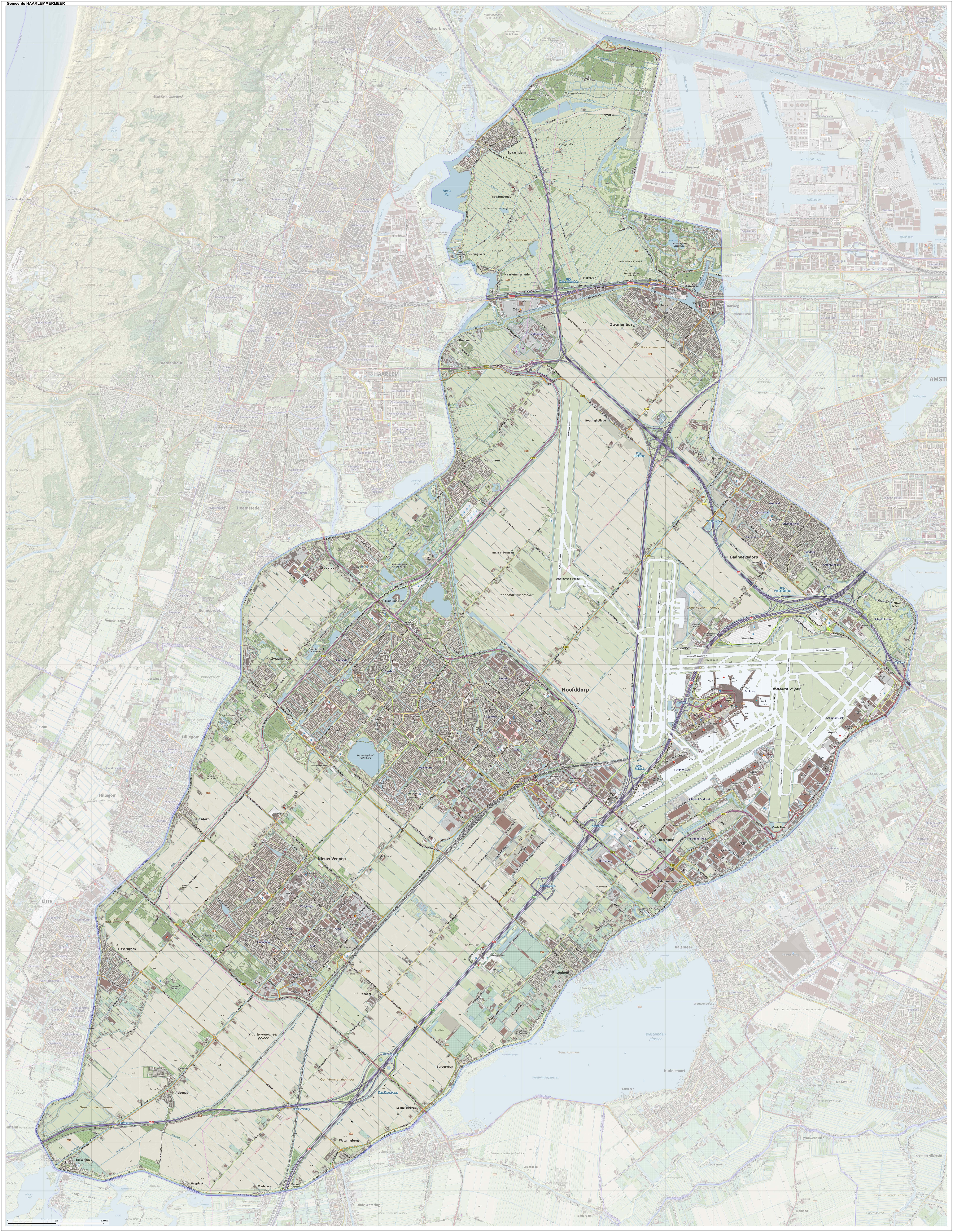
Carte topographique de Haarlemmermeer.

La commune est constituée de 26 localités. Le chef-lieu est Hoofddorp. Le polder est entouré par le Ringvaart et traversé du nord-est au sud-ouest par le Hoofdvaart, le canal principal. Les autres canaux et routes principales du polder sont réalisés selon un plan quadrillé strict, perturbé dans le nord-est du polder par la présence de l'aéroport de Schiphol.

### Localités
Le long de la digue qui fait le tour du polder, dans les sens de l'aiguille d'une montre : Lijnden, Badhoevedorp, Nieuwe Meer, Schiphol-Oost, Oude Meer, Aalsmeerderbrug, Rijsenhout, Burgerveen, Leimuiderbrug, Weteringbrug, Vredeburg, Huigsloot, Buitenkaag, Lisserbroek, Beinsdorp, Zwaanshoek, Cruquius, Vijfhuizen, Nieuwebrug et Zwanenburg.
À l'intérieur du polder : Boesingheliede, Cruquius-Oost, Weberbuurt, Hoofddorp, De Hoek, Rozenburg, Schiphol, Schiphol-Rijk, Nieuw-Vennep, 't Kabel et Abbenes.
La localité de Rijk disparaît lors de la construction de l'aéroport d'Amsterdam-Schiphol.

### Communes limitrophes
| Haarlem, Velsen                                                  | Zaanstad                                 | Amsterdam  |
| Hillegom ( Hollande-Méridionale), Bloemendaal, Heemstede         | Haarlemmermeer                           | Amstelveen |
| Teylingen ( Hollande-Méridionale), Lisse ( Hollande-Méridionale) | Kaag en Braassem ( Hollande-Méridionale) | Aalsmeer   |

## Galerie

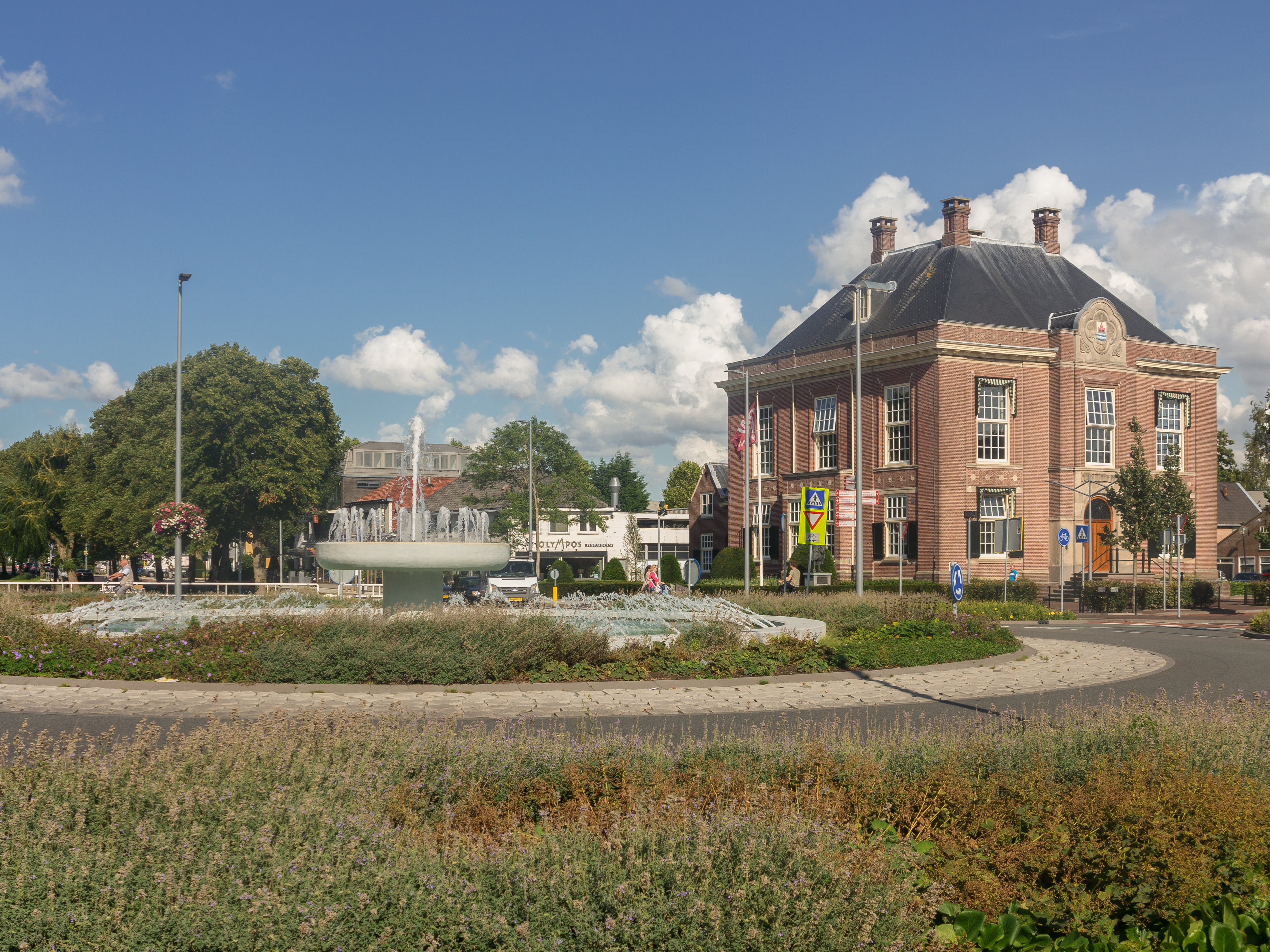
Hoofddorp, le bâtiment monumental dans la rue.
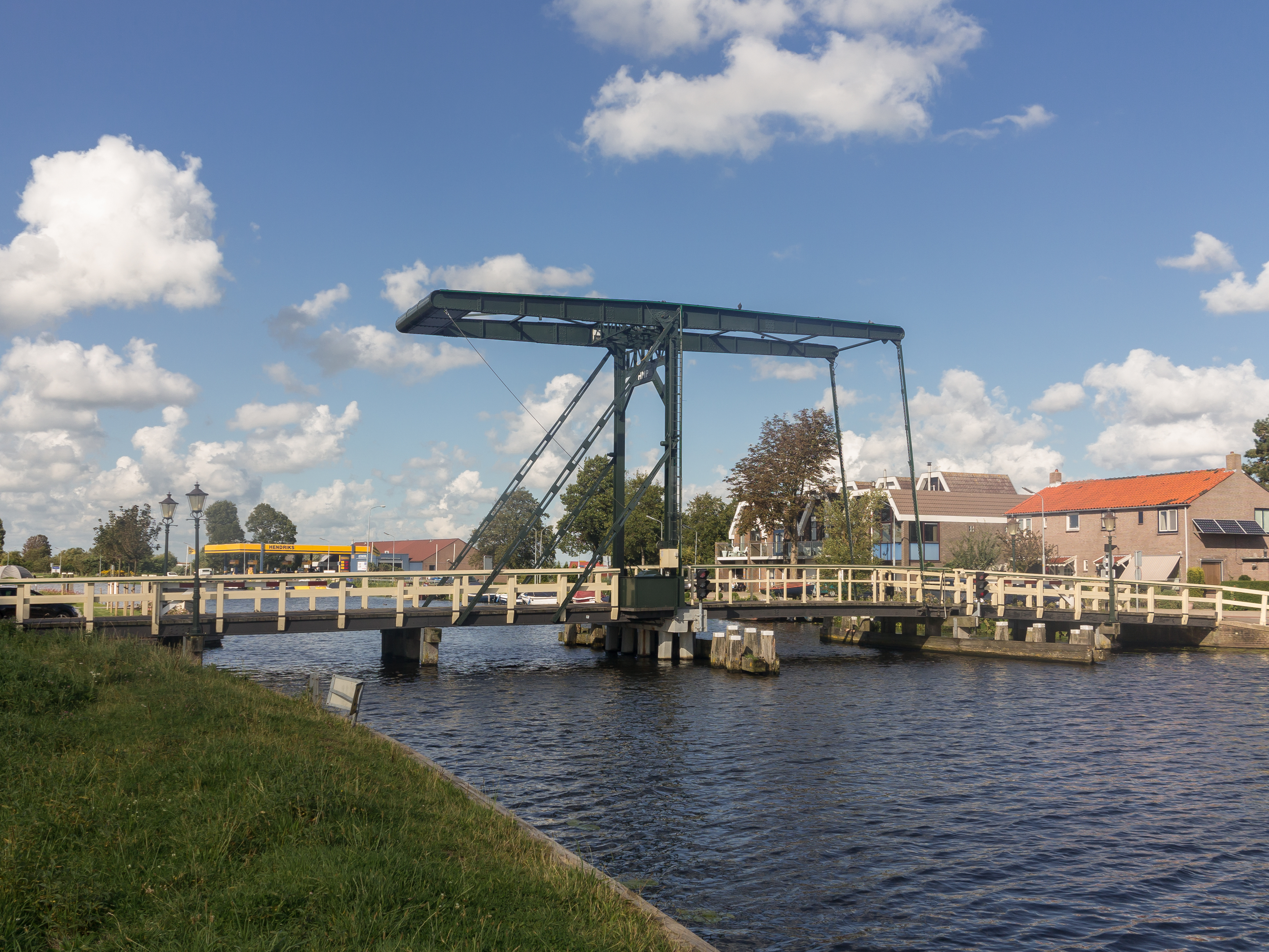
Vijfhuizen, le pont basculant : le Vijfhuizerbrug.
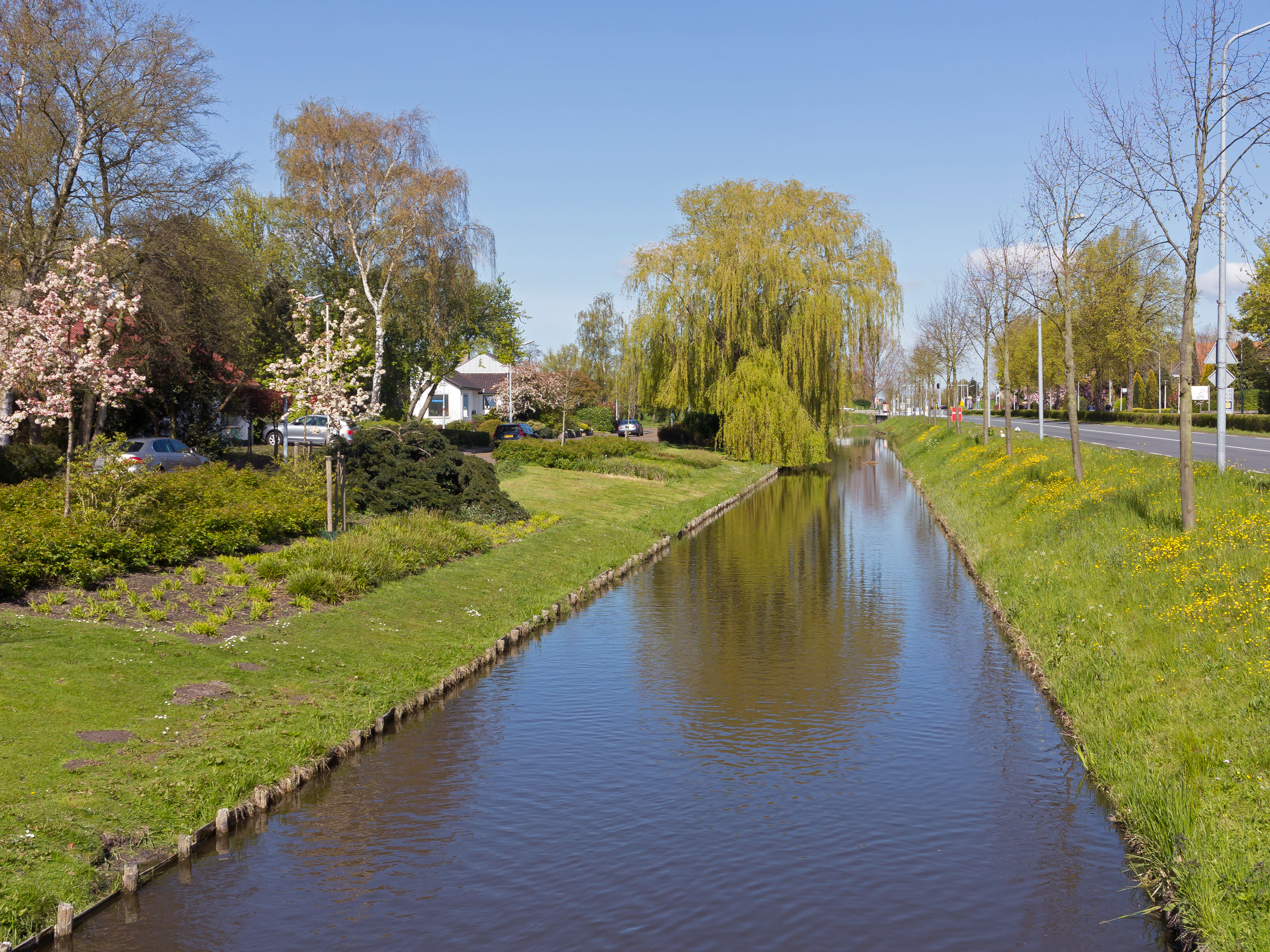
Hoofddorp, le canal à Ter Veenlaan.
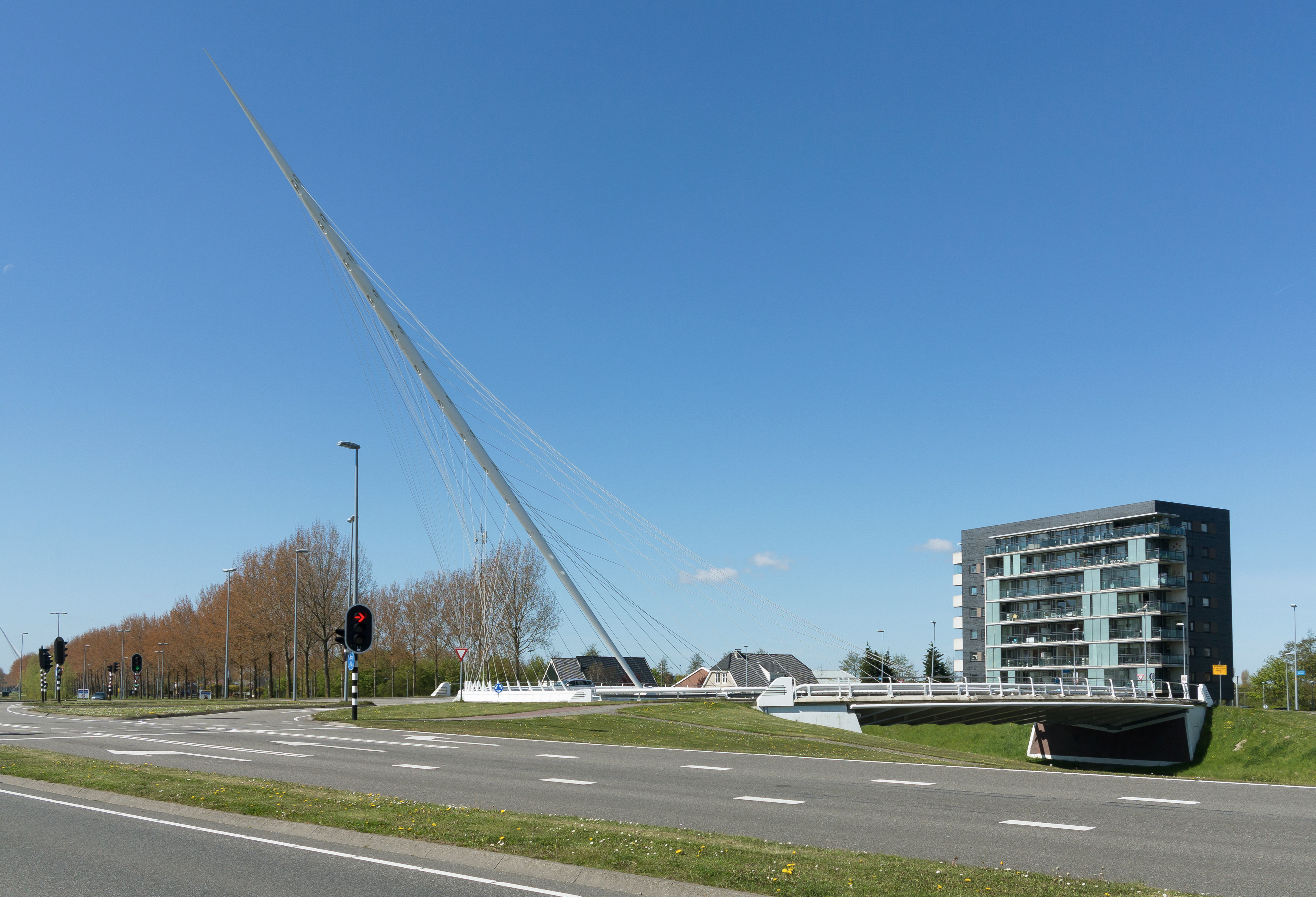
Hoofddorp, le pont : Calatravabrug de Luit.
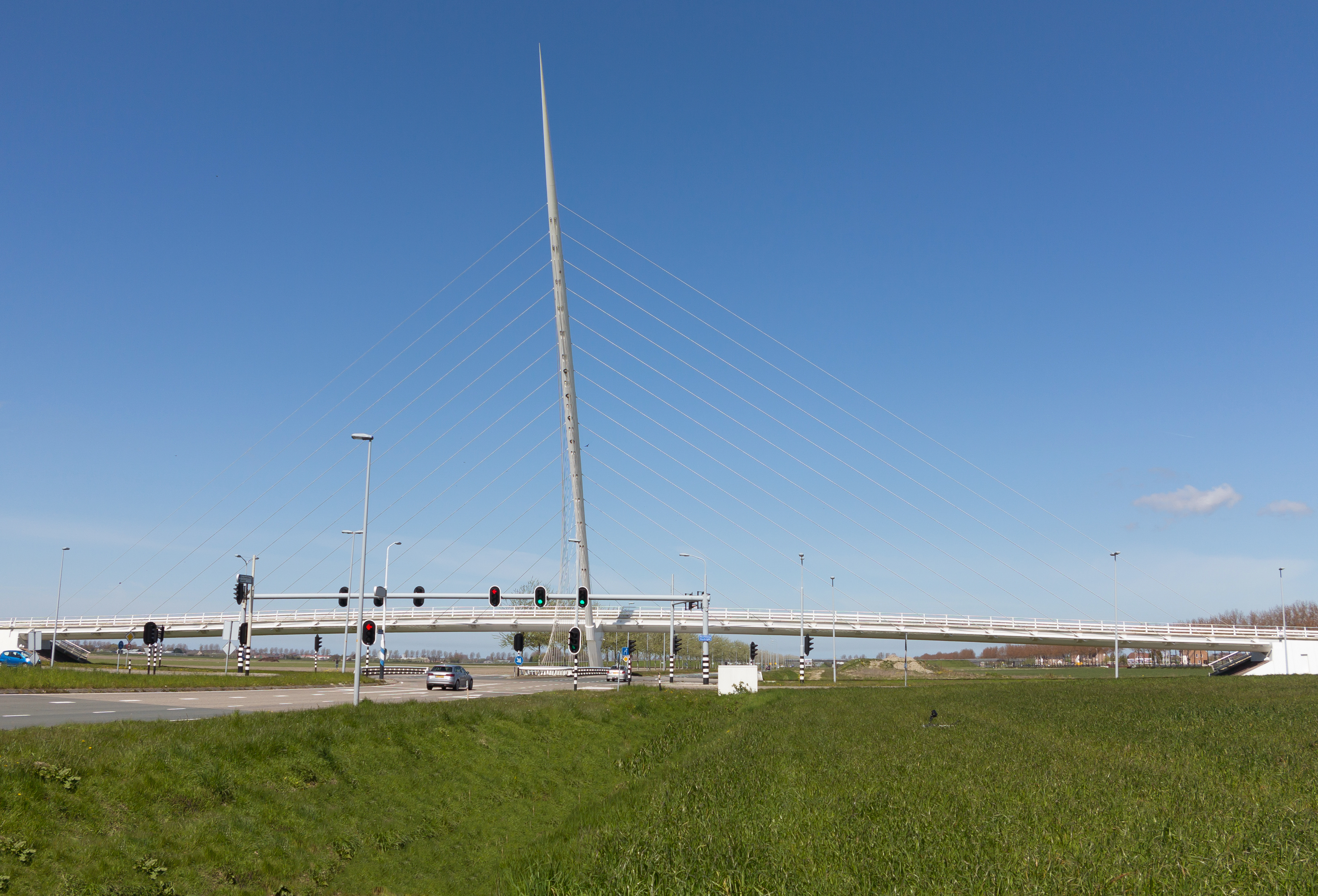
Hoofddorp, le pont : Calatravabrug de Citer.
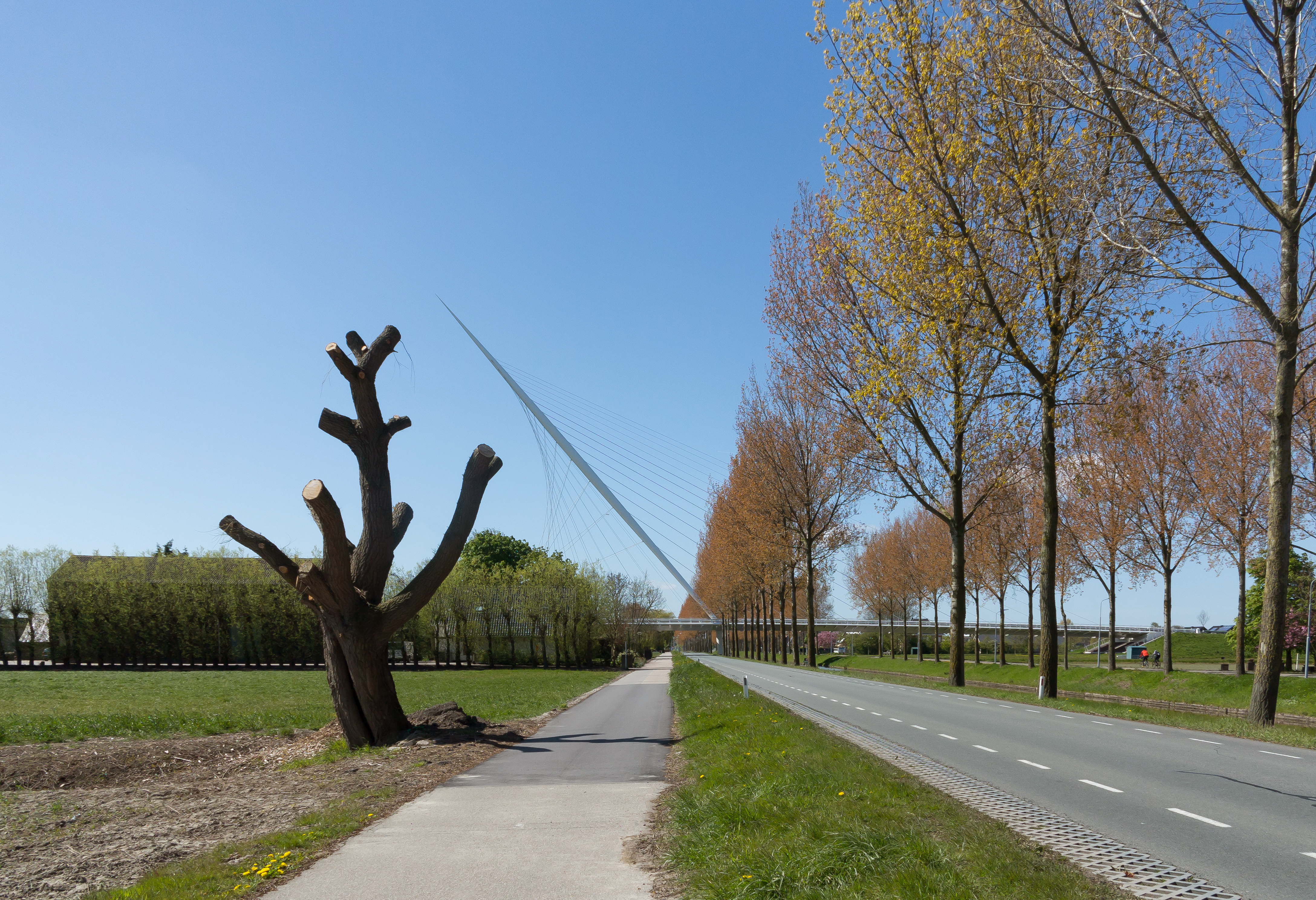
Nieuw-Vennep, le pont : Calatravabrug de Harp.
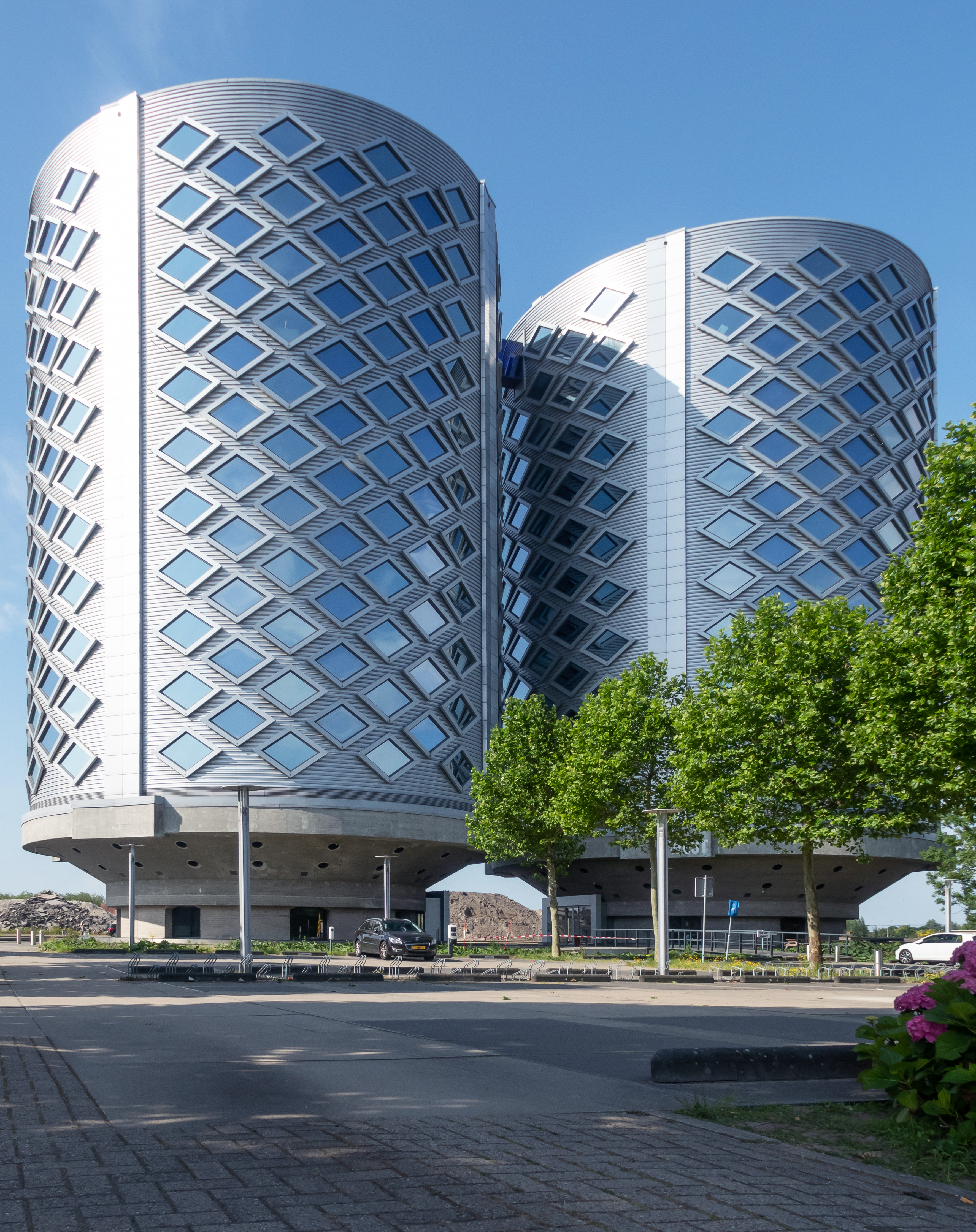
Halfweg, SugarCity, lieu d'événement industriel.

## Jumelage
- Cebu (Philippines)
- Hódmezővásárhely (Hongrie)
- Limbach-Oberfrohna (Allemagne)
- Ingelheim am Rhein (Allemagne)
- Hechingen (Allemagne)

## Personnalités liées à Haarlemmermeer
- Hendrikus Colijn (1869-1944), homme d'État néerlandais, né à Burgerveen ;
- Michiel Bartman (né en 1967), champion olympique d'aviron (en 1996) néerlandais, né à Badhoevedorp.

## Sources
- (nl) Cet article est partiellement ou en totalité issu de l’article de Wikipédia en néerlandais intitulé « Haarlemmermeer » (voir la liste des auteurs).